# La Loma de la Cruz
La Loma de la Cruz är en ort i Mexiko.   Den ligger i kommunen Ixmiquilpan och delstaten Hidalgo, i den sydöstra delen av landet, 120 km norr om huvudstaden Mexico City. La Loma de la Cruz ligger 1 755 meter över havet och antalet invånare är 318.
Terrängen runt La Loma de la Cruz är kuperad åt sydost, men åt nordväst är den platt. Runt La Loma de la Cruz är det ganska tätbefolkat, med 96 invånare per kvadratkilometer. Närmaste större samhälle är Ixmiquilpan, 4,0 km väster om La Loma de la Cruz. Trakten runt La Loma de la Cruz består till största delen av jordbruksmark.